# Skagafjörður (önkormányzat)
Skagafjörður (kiejtése: ˈskaːɣaˌfjœrðʏr̥) önkormányzat Izland Északnyugati régiójában, amely 1998. június 6-án jött létre, amikor a térség önkormányzatai (Akrahreppur kivételével) egyesültek.

## Fordítás
- Ez a szócikk részben vagy egészben  a   Sveitarfélagið Skagafjörður című izlandi Wikipédia-szócikk ezen változatának fordításán alapul.  Az eredeti cikk szerkesztőit annak laptörténete sorolja fel. Ez a jelzés csupán a megfogalmazás eredetét és a szerzői jogokat jelzi, nem szolgál a cikkben szereplő információk forrásmegjelöléseként.